# Törzsudvarnok
Törzsudvarnok (szerbül Банатски Двор / Banatski Dvor, németül Banater Hof, bolgárul Иттварнок / Ittvarnok) település Szerbiában, a Vajdaságban, a Közép-bánsági körzetben, Bégaszentgyörgy községben. Két település, Törzsudvarnok és Szőlősudvarnok egyesülésével jött létre. A települést a környékbeli magyarok csak Udvarnok néven ismerik.

## Fekvése
Nagybecskerektől északkeletre, az Ó-Béga partján, Csősztelek, Jankahíd és Bégaszentgyörgy közt fekvő település.

## Története

### Törzsudvarnok
Törzsudvarnok 1319-ig királyi birtok volt, ekkor Károly Róbert király Karthali Tamás illyédi várnagynak és Etele nevű testvérének adományozta
A középkorban Keve vármegyéhez tartozott, neve 1332-1337 közt már szerepelt a pápai tizedjegyzékben is, tehát ekkor már egyháza is volt. 1452-ben az Ittebei család birtoka volt, 1508-ban  azonban már csak mint puszta volt említve. 1508-ban II. László király  e puszta akkori földesurának, Etelei Miklósnak adott kedvezménye szerint az Udvarnokon megtelepedők, hat évi adómentességet nyertek. E kedvezmény következtében a falu ismét felépült és a 15. század utolsó évtizedében még fennállt, a 17. században azonban ismét elpusztult és a Mercy-féle térképen, a becskereki kerületben, a lakatlan helyek között szerepelt, és még 1779-ben is lakatlan volt. A kincstártól Petrovics József szerezte meg 1825 körül, majd Torontál és Krassó vármegyékből római katolikus bolgárokat telepített ide, akik azonban később a szomszédos Szőlősudvarnokra költöztek. 1838-ban Petrovics József volt a földesura és ekkor még önálló puszta volt. 1910-ben 863 lakosából 602 magyar, 254 német volt. Ebből 827 római katolikus, 13 református, 16 görögkeleti ortodox volt.
A trianoni békeszerződés előtt Torontál vármegye Nagybecskereki járásához tartozott.

## Népesség

### Demográfiai változások
| 1948 | 1953 | 1961 | 1971 | 1981 | 1991 | 2002 | 2011 |
| ---- | ---- | ---- | ---- | ---- | ---- | ---- | ---- |
| 2177 | 2099 | 1832 | 1629 | 1374 | 1300 | 1263 | 1095 |